# Zbiornik balastowy

Lokalizacja zbiorników balastowych na okręcie podwodnym

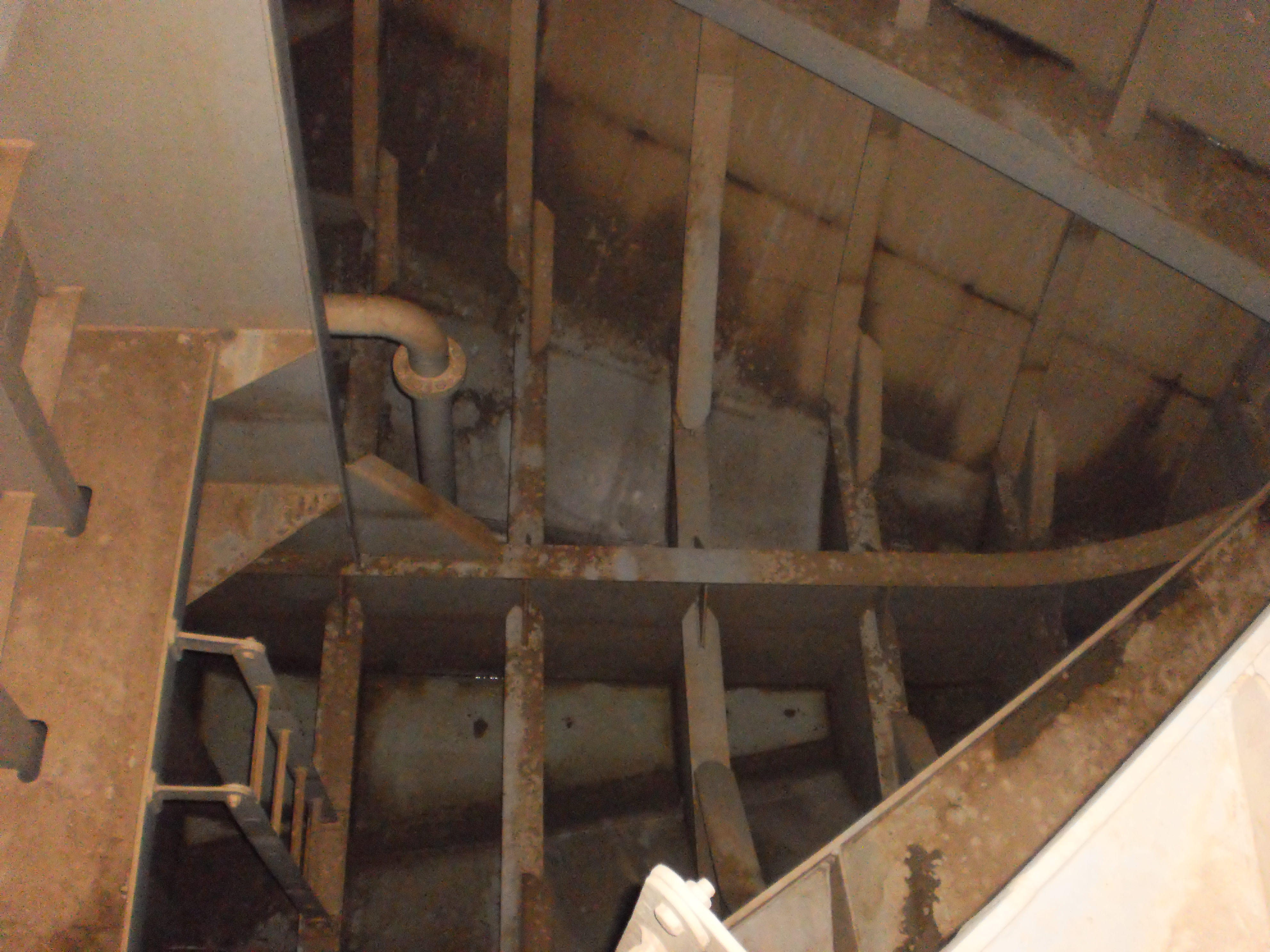
Forpik jako zbiornik balastowy o pojemności 140 m³. Widok na dno zbiornika

Zbiorniki balastowe – zbiorniki stosowane w jednostkach pływających, zarówno nawodnych jak i podwodnych.
Zbiorniki te pozwalają na zanurzanie i wynurzanie okrętu podwodnego. Podczas zanurzania otwierane są klapy i odwietrzniki, co skutkuje nabraniem do zbiorników wody i uzyskaniem pływalności ujemnej okrętu. Podczas szasowania zbiorników balastowych przy wynurzaniu, klapy zbiorników pozostają otwarte, natomiast zamykane są odwietrzniki. Pozwala to na wtłoczenie do zbiornika powietrza i stworzenie poduszki powietrznej w celu wypchnięcia z niego wody.
Na statkach i okrętach zbiorniki balastowe znajdują się w dnie podwójnym oraz ewentualnie w podwójnym poszyciu burt, czasem też w innych miejscach. Napełniane wodą za pomocą pomp balastowych lub przez swobodny przepływ (grawitacyjnie). Pozwalają na uzyskanie przez statek odpowiedniego zanurzenia, przegłębienia (trymu) lub wyrównanie przechyłu wywołanego niesymetrycznym rozmieszczeniem ładunku lub zapasów.